# Кимеле, Мара
Ма́ра Ки́меле (латыш. Māra Ķimele, род. 20 декабря 1943, Рига) — советская и латвийская режиссёр, актриса, преподаватель сценического искусства.  Заслуженный деятель искусств Латвийской ССР (1987).

## Биография
Родилась 20 декабря 1943 года в Риге в семье актёра Вилиса Кимелиса и его жены Дагмары Кимеле (урожденной Лаце). Родители матери — писатель и политический деятель Юлий Лацис и актриса и режиссёр Анна Лацис.
Училась в рижской школе № 45. В 1969 году окончила режиссёрский факультет Государственного института театрального искусства имени А. В. Луначарского (мастерская А. В. Эфроса). До 1989 года, а затем с 2001 года работала режиссёром в Валмиерском драматическом театре, затем с 1990 по 1993 год в театре Kabata, с 1994 по 1996 и с 2003 по 2018 — в Новом рижском театре, за пределами Латвии — в Пярнуском драматическом театре, Ереванском театре юных зрителей и в Нью-Йоркском ансамбле Американского латышского театра, активно преподавала и гастролировала за рубежом.
С 1975 по 1993 год преподавала в Латвийской государственной консерватории, с 1996 года преподаёт режиссуру и актёрское мастерство в Латвийской академии культуры.
Поставила более ста спектаклей. Исполнила несколько ролей в кино: «Питон» (2003), «Крутая Колка» (2011), «Елгава 94» (2019), Upurga (2021).
Психоаналитический театр Мары Кимеле включён в Культурный канон Латвии.

## Награды
- Заслуженный деятель искусств Латвийской ССР (1987)
- Премия «Ночь лицедеев» — режиссер года[латыш.] (1994, 2002, 2005)
- Премия Spīdola[латыш.] (1995)
- Орден Трёх звёзд четвёртой степени (2003)
- Премия Эдуарда Смильгиса[латыш.] (2005)
- Премия Министерства культуры Латвии за вклад в развитие латышской культуры
- Премия «Ночь лицедеев» за вклад в театральное искусство[латыш.] (2020)
- Почётная грамота Кабинета Министров Латвии (2023)[5]